# Johann (Beaumont)
Johann (französisch: Jean; † 1222) war ein Graf von Beaumont-sur-Oise aus dem Haus Beaumont-sur-Oise. Er war ein Sohn des Grafen Matthäus II. von Beaumont-sur-Oise, Großkämmerer von Frankreich, und dessen zweiter Frau Adelais.
Nach dem kinderlosen Tod seines Halbbruders Matthäus III. im Jahr 1208 konnte Johann die Grafschaft Beaumont-sur-Oise übernehmen. Er kämpfte 1214 auf dem rechten Flügel des französischen Heeres in der siegreichen Schlacht bei Bouvines.
In erster Ehe war Johann verheiratet mit Gertrude, einer Tochter des Grafen Raoul I. von Soissons. Die Ehe wurde annulliert. Seine zweite Frau war Johanna, die älteste Tochter Wilhelms V. von Garlande, dessen Erbe er im August 1217 vor dem königlichen Gerichtshof in Compiègne gegen seine Schwägerinnen und deren Ehemänner erstritt. Aus beiden Ehen hatte Johann keine Kinder, worauf bei seinem Tod im Jahr 1222 eine Vakanz in der Grafschaft Beaumont folgte. Um deren Besitz stritten nun mehrere seiner entfernten Verwandten. König Philipp II. August beendete diesen Konflikt 1223 durch die Einziehung der Grafschaft in die Krondomäne, nachdem er Thibaud d'Ully, einem Cousin von Johann, für die Aufgabe seiner Erbrechte finanziell entschädigt hatte.

## Weblink
- Comtes de Beaumont-sur-Oise bei Foundation for Medieval Genealogy.fmg (englisch)

| Vorgänger     | Amt                                  | Nachfolger              |
| ------------- | ------------------------------------ | ----------------------- |
| Matthäus III. | Graf von Beaumont-sur-Oise 1208–1222 | französische Krondomäne |

| Personendaten    | Personendaten                                           |
| ---------------- | ------------------------------------------------------- |
| NAME             | Johann                                                  |
| ALTERNATIVNAMEN  | Johann von Beaumont-sur-Oise; Jean de Beaumont-sur-Oise |
| KURZBESCHREIBUNG | Graf von Beaumont-sur-Oise                              |
| GEBURTSDATUM     | 12. Jahrhundert                                         |
| STERBEDATUM      | 1222                                                    |